# Університет Таубате
23°03′07″ пд. ш. 45°56′20″ зх. д. / 23.052° пд. ш. 45.939° зх. д.
Університет Таубате (порт. Universidade de Taubaté; UNITAU) — муніципальний (частково контрольований містом) університет у місті Таубате (штат Сан-Паулу, Бразилія). Цей заклад — найбільший і найбільш традиційний заклад вищої освіти в долині Параїба. Його заснували 1973 року, об'єднавши інші наявні на той час інституції.